# カピアーゴ・インティミアーノ
カピアーゴ・インティミアーノ（イタリア語: Capiago Intimiano）は、イタリア共和国ロンバルディア州コモ県にある、人口約5,500人の基礎自治体（コムーネ）。

## 地理

### 位置・広がり
コモ県のコムーネ。県都コモから南南東へ5kmの距離にある。

#### 隣接コムーネ
隣接するコムーネは以下の通り。
- カントゥ
- コーモ
- リポーモ
- モントルファノ
- オルセニーゴ
- センナ・コマスコ

### 地震分類
イタリアの地震リスク階級 (it) では、4 に分類される
。

## 姉妹都市
- Buják、ハンガリー